# Фрюротер Вельтлинер
Фрюротер Вельтлинер (нем. Frühroter Veltliner), он же Вельтлинер розовый ранний, он же Мальвазия красная, он же Мальвазия розовая — технический (винный) сорт винограда, используемый для производства белых вин.

## История
Сорт появился на территории Австрии или Северной Италии в результате народной селекции скрещиванием Сильванер × Ротер Вельтлинер. Как и у других сортов группы Вельтлинер, наиболее популярная версия происхождения названия выводит его от названия итальянской долины Вальтеллина, хотя сорт происходит, скорее всего, из Нижней Австрии. Существует еще несколько версий этимологии названия, например, от немецкого слова Feldlinger. Несмотря на похожее название, ни Ротер Вельтлинер, ни Фрюротер Вельтлинер не имеют отношения к сорту Грюнер Вельтлинер.

## География

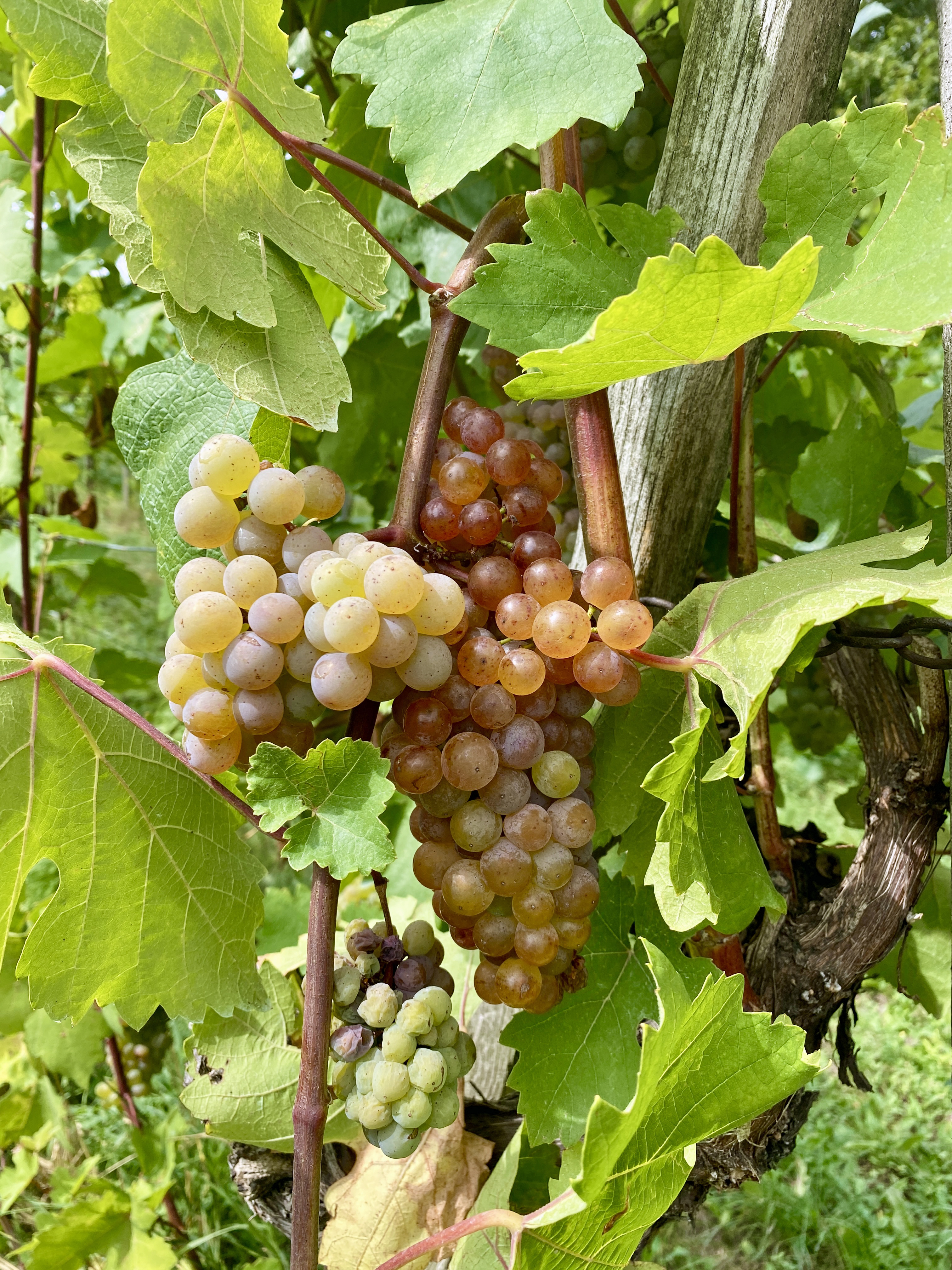
Фрюротер Вельтлинер

Наиболее значительные площади заняты сортом в Австрии, в основном в Вайнфиртеле, регионе Нижней Австрии. Также сорт культивируют в регионах Кампталь и Ваграм (прежний Донауланд). Посадки сорта из года в год сокращаются.
Сорт культивируют в чешской Моравии, где его называют Veltlinské Červené Rané. Он широко распространен в районах Зноймо и Микулов, в частности в Дольни-Дунаёвице, в окрестностях городов Бзенец и Стражнице, где он является одним из основных сортов. Новые посадки не производятся.
В Словакии, где он известен, как Veltlinske Cervene Skore его культивируют в районах Нитра и Малые Карпаты.
В Венгрии сортом заняты незначительные площади в окрестностях города Шопрон.
Во Франции сорт культивируют в незначительных объёмах в департаментах Савойя и Верхняя Савойя, где он известен, как Malvoisie Rouge d’Italie.
В Италии сорт незначительно культивируют на севере, в провинции Больцано. В районе долины Айзакталь (итал. Valle Isarco) сорт входит в список разрешённых для производства вина категории DOC. Однако, его посадки сокращаются в пользу Грюнер Вельтлинер.
В Германии сорт незначительно культивируют в районе Рейнгессена, где он известен, как Früher Roter Malvasier.

## Потомки
Юбилаумсребе выведен Фрицем Цвайгельтом в 1922 году скрещиванием Фрюротер Вельтлинер × Серый Португизер.

## Основные характеристики
Листья средние, округлые, среднерассеченные, пятилопастные, снизу с редким паутинистым опушением. Черешковая выемка открытая, стрельчатая, узкая или широкая, с острым дном.
Цветок обоеполый.
Грозди мелкие или средние, конические или цилиндроконические, плотные.
Ягоды средние, округлые, серовато-розовые. Кожица тонкая, прочная. Мякоть сочная.
Вызревание побегов хорошее.
Сорт раннего периода созревания. Период от начала распускания почек до съемной зрелости ягод составляет 132 дня при сумме активных температур 2600—2700°С.
Урожайность низкая, 45-55 Ц/га.
Сорт относительно морозоустойчив. Устойчивость к засухе слабая. Устойчивость к серой гнили средняя. Устойчивость к филлоксере высокая.

## Применение
Может использоваться, как столовый сорт.
Ценность сорта, как технического, постоянно снижается. Основная ниша сорта, это так называемые «новые вина», например, чешский бурчак, и молодые вина, например, святомартинское в Чехии.
Вина получаются нейтральные, с низкой кислотностью и малым содержанием алкоголя. Аромат состоит из букета полевых цветов и миндальных нот.
Вина не обладают потенциалом к хранению, рекомендуется употреблять молодыми.

## Синонимы
Как многие старые сорта, обладает огромным количеством синонимов. В базе VIVC приводится почти полторы сотни названий, среди которых: Babotraube, Babovina, Eperpiros, Feldlinger, Fruer Malvasier, Fruer Roter Veltliner, Fruerot, Hartheunisch Rot, Italienescher Malvasier, Kalebstraube, Kleiner Valteliner, Malvasia Piccola, Malvasia Rossa, Morillon Rouge, Roter Maehrer, Veltliner Rouge Precose, Veltlínské červené rané.
Из-за того, что сорт кое-где называют Мальвазия (например, Мальвазия розовая), порой возникает путаница с одноимённой группой сортов.